# MS Kapitan Poinc
Kapitan Poinc – polski wielozadaniowy holownik ratowniczy, flagowa jednostka Morskiej Służby Poszukiwania i Ratownictwa, poprzednio Polskiego Ratownictwa Okrętowego, zbudowana w 1996 roku, w stoczni Damen Shipyards Gdynia.
Statek wielozadaniowy, przystosowany do szeroko pojętego ratowania życia i mienia na morzu, zwalczania zanieczyszczeń olejowych, gaszenia pożarów na statkach, holowań oceanicznych, łamania pokrywy lodowej, rozpoznawania skażeń itp.
Zbudowany został w 1996 roku przez Damen Shipyards Gdynia SA (wówczas jako Dora Stocznia Sp. z o.o.) według projektu holenderskiej spółki-matki Damen Shipyards. Miał numer stoczniowy Damen 6737. Przy budowie użyty został pakiet materiałowy dostarczony przez niemiecką stocznię Schiffswerft Schlömer z Moormerlandu. Podniesienie bandery miało miejsce 17 stycznia 1996 roku.
W 2019 rozpisano nierozstrzygnięty przetarg na budowę nowej, wielozadaniowej jednostki o kosztorysowej wartości 280 mln zł (w tym 238 mln zł z UE), która do 2022 ma zastąpić Kapitana Poinca.

## Możliwości i wyposażenie
- usuwanie zanieczyszczeń olejowych z powierzchni wody: system szczotkowy LAMOR o wydajności 2 × 140 m³/h, szerokość ramion do zbierania – 45 m
- holowanie: uciąg na palu 74 T[1]
- gaszenie pożarów:
  - 2 pompy o wydajności 1500 m³/h[1]
  - 2 armatki (monitory) wodne o wydajności 1200 m³/h
  - 1 monitor wodno-pianowy o wydajności 250 m³/h
  - system zraszania o wydajności 2 × 300 m³/h
- lodołamanie – klasa L1
- dźwig hydrauliczny o udźwigu 160 kN
- wyposażenie pierwszej pomocy
- stacjonarny system wykrywania gazów